# Pete Waterman
Peter Alan Waterman OBE (Coventry, Warwickshire; 15 de enero de 1947) es un productor discográfico, compositor, locutor, empresario, personalidad de televisión y disc jockey británico. Es presidente del equipo de rugby Midlands Hurricanes (antes Coventry Bears).  Como miembro del grupo de producción y composición musical Stock, Aitken & Waterman, escribió y produjo varios éxitos musicales. Es dueño de una colección significativa de locomotoras de ferrocarril y material rodante.

## Primeros años
Se convirtió en bombero de locomotoras de vapor con base en el depósito de Wolverhampton (Stafford Road). En 2002, dijo sobre su tiempo trabajando para British Railways: «Me encantó cada minuto. La miseria era irreal, pero la camaradería era fenomenal».  Después de la clausura del depósito en 1963, Waterman inició su carrera musical inspirado en The Beatles. Para complementar sus ingresos como DJ, se convirtió en sepulturero y luego aprendiz en General Electric Company, convirtiéndose en dirigente sindical. También trabajó como minero de carbón.

## Carrera

### Música
Waterman ha estado involucrado en al menos veintidós sencillos número uno en el Reino Unido con sus actos (incluidos Dead or Alive, Kylie Minogue, Rick Astley, Bananarama, Steps, Mel and Kim, Donna Summer, Sinitta, Cliff Richard y Jason Donovan) y afirma tener más de 500 millones de ventas en todo el mundo (incluidos sencillos, álbumes, inclusiones de compilaciones, descargas, etc.). Waterman también apareció en el vídeo de la canción "Tragedy", de Steps.
A finales de la década de 1990, la productora Celador contrató a Waterman para componer una canción para su nuevo programa de preguntas, ¿Quién quiere ser millonario?. La compañía consideró que la canción no era adecuada y se acercó a Keith Strachan.
Waterman coescribió y produjo con Mike Stock "That Sounds Good to Me" de Josh Dubovie, canción que fue presentada al Festival de la Canción de Eurovisión 2010 para el Reino Unido,  que terminó en último lugar con 10 puntos.
Waterman poseía £30 millones en 2006-2007, según Sunday Times Rich List.

### Televisión
Waterman apareció como jurado tanto en Pop Idol como en Popstars: The Rivals. Este último lo vio convertirse en mánager de la banda de chicos ganadora One True Voice, que luego perdieron la carrera por el número 1 de Navidad ante el grupo de chicas ganador del mismo programa, Girls Aloud de Louis Walsh.
Waterman regresó como juez de la segunda serie de Pop Idol, pero criticó constantemente a la eventual ganadora, Michelle McManus, y se mostró abiertamente decepcionado cuando ganó. Desde entonces, Waterman ha dicho que no aparecerá en ningún programa similar en el futuro, y en varias ocasiones ha atacado programas de talentos más recientes (específicamente aquellos ideados por su excolega de Pop Idol, Simon Cowell). Waterman ha declarado que rechazó ofertas para participar en The X Factor, Britain's Got Talent y American Idol, citando acusaciones de arreglo y desanimado por un comportamiento poco profesional, incluido el de Geri Halliwell durante el programa Popstars: The Rivals.

## Honores
En 2001, Waterman fue nombrado doctor honoris causa en Administración de Empresas por la Universidad de Coventry por sus servicios a la industria del pop.
En 2004, el University College Chester le concedió un doctorado honoris causa en música.
En la Lista de Honores de Año Nuevo publicada el 31 de diciembre de 2004, fue nombrado OBE por sus servicios a la música. En diciembre de 2006, se convirtió en patrocinador de la organización benéfica recién formada, City, Lambeth and Southwark Music Education Trust.
En 2016, Waterman recibió una beca del Royal Northern College of Music (FRNCM), lo que lo convirtió en el primer músico pop en recibir el premio.

## Vida personal
Waterman ha estado casado tres veces; con Elizabeth Reynolds estuvo cuatro años (1970-1974) y tuvo un hijo llamado Paul. Con su segunda esposa, Julia Reeves (1980-1984), tuvo otro hijo de nombre Peter y también estuvieron unidos por cuatro años. En la década de 1990 estuvo casado con la actriz y modelo galesa Denise Gyngell, con quien tuvo dos hijos: Toni y Charlie.